# Sandisfield (Massachusetts)
Sandisfield és una població dels Estats Units a l'estat de Massachusetts. Segons el cens del 2000 tenia 824 habitants.

## Demografia
Segons el cens del 2000, Sandisfield tenia 824 habitants, 327 habitatges, i 212 famílies. La densitat de població era de 6,1 habitants/km².
Dels 327 habitatges en un 24,8% hi vivien nens de menys de 18 anys, en un 58,4% hi vivien parelles casades, en un 4% dones solteres, i en un 34,9% no eren unitats familiars. En el 30% dels habitatges hi vivien persones soles l'11,9% de les quals corresponia a persones de 65 anys o més que vivien soles. El nombre mitjà de persones vivint en cada habitatge era de 2,37 i el nombre mitjà de persones que vivien en cada família era de 2,99.
Per edats la població es repartia de la següent manera: un 20,1% tenia menys de 18 anys, un 4,1% entre 18 i 24, un 26,1% entre 25 i 44, un 31,7% de 45 a 60 i un 18% 65 anys o més.
L'edat mediana era de 45 anys. Per cada 100 dones de 18 o més anys hi havia 117,9 homes.
La renda mediana per habitatge era de 45.972 $ i la renda mediana per família de 57.083$. Els homes tenien una renda mediana de 36.875 $ mentre que les dones 24.271$. La renda per capita de la població era de 27.628$. Entorn de l'1,3% de les famílies i el 2,4% de la població estaven per davall del llindar de pobresa.